# Società unione di mutuo soccorso della Repubblica di San Marino

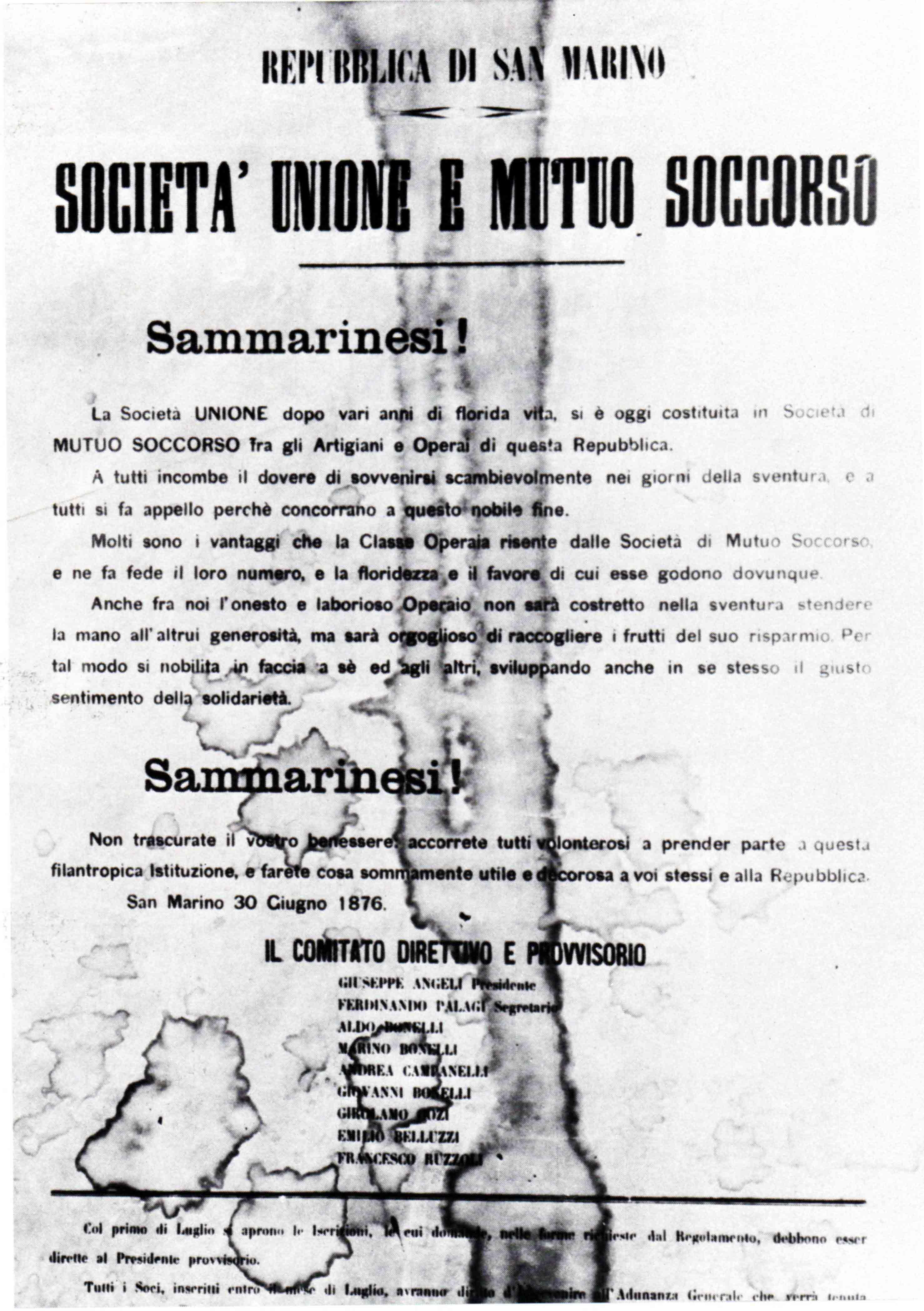
Manifesto Società Unione e Mutuo Soccorso di San Marino - 1876

La Società Unione Mutuo Soccorso è un'associazione nata a San Marino nella seconda metà dell'XIX secolo e organizzata sul modello delle società operaie di mutuo soccorso.
Lo scopo principale era quello dell'aiuto reciproco tra i lavoratori in caso di infortunio, malattia, vecchiaia o invalidità, sopperendo alla totale mancanza di uno stato sociale.

## Storia

### Nascita della Mutuo Soccorso
Anche a San Marino verso la fine del 1800, così come nel resto d'Italia, gli operai, e più in generale i lavoratori, iniziarono a sentire il bisogno di una qualche forma di protezione sociale che mettesse in grado l'inabile al lavoro di non aver bisogno dell'elemosina altrui. È in quest'ottica che il 6 aprile 1874 un gruppo di giovani decise di riunirsi nella Società Unione, alla quale avrebbero partecipato versando una quota settimanale di 10 centesimi allo scopo di mantenere la concordia tra i cittadini.

Circa due anni dopo, il 28 maggio 1876, i soci deliberarono di unire a tale fine anche quello dell'aiuto reciproco tra gli operai e gli artigiani della Repubblica:
 La Società Unione si trasformò quindi nella Società Unione e Mutuo Soccorso (SUMS), denominazione che mantiene ancora oggi a memoria delle proprie origini. Lo statuto della stessa fu discusso e approvato il 15 e il 18 giugno dello stesso anno, a cui seguì la pubblicazione del primo manifesto per diffondere nella popolazione i vantaggi derivanti dall'associazione.
Le iscrizioni alla nuova società furono aperte il primo di luglio, inoltre partecipavano di diritto coloro che erano già stati membri della precedente Unione. Lo statuto divideva i membri tra:
- soci effettivi, che versavano una certa quota settimanale.
- soci onorari, che contribuivano con quote pari o maggiori rispetto agli effettivi.
- soci benemeriti, che avevano elargito una tantum una quota non inferiore alle 100 lire.

Solo gli appartenenti alla prima categoria avevano diritto alle sovvenzioni stabilite, mentre esse non erano disponibili per i soci appartenenti alle altre due classi, in quanto era ritenuto opportuno escludere dal godimento delle prestazioni coloro che disponevano autonomamente dei mezzi per fronteggiare eventuali situazioni di bisogno.
I lavoratori sammarinesi cominciarono in breve tempo ad iscriversi in buon numero, si passò quindi dai 129 soci per una rendita di 306,15 lire del 1876, ai 179 soci per un totale di 1427,30 lire del 1881, con una crescita in cinque anni rispettivamente del 39% per il numero di soci e del 366% per il patrimonio sociale. Inizialmente, fino al 1882, i fondi della società venivano resi fruttiferi attraverso mutui e libretti delle casse di risparmio delle città limitrofe, tuttavia, nel 1880 si iniziò a pensare alla possibilità di istituire un istituto di credito sammarinese in cui stanziare parte dei fondi sociali.

### Progetto Cassa di Risparmio

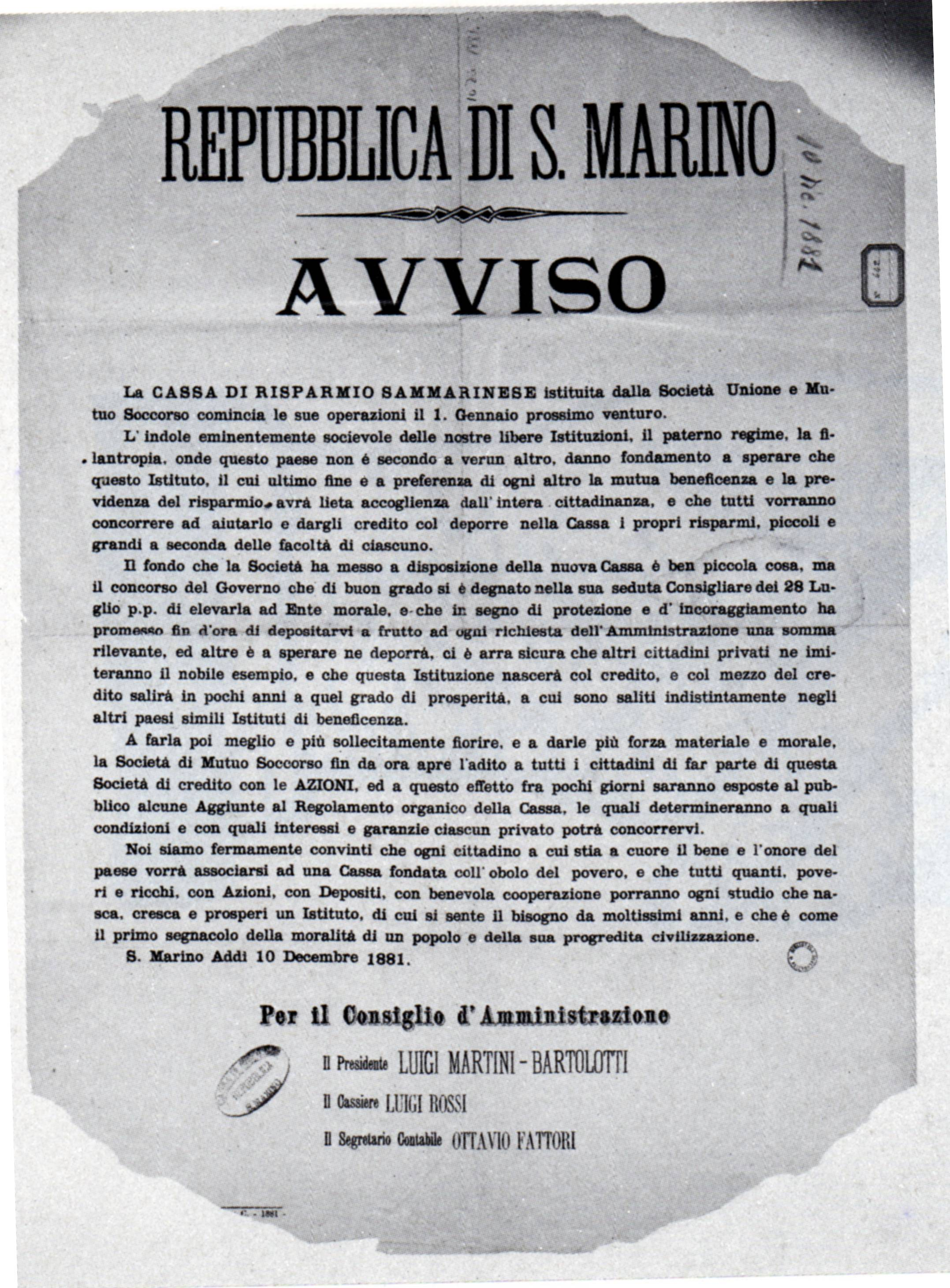
Nascita della Cassa di Risparmio- 1881

Nell'estate del 1881, in seguito all'elaborazione dello statuto e all'approvazione del Consiglio Principe e Sovrano, fu fondata la Cassa di Risparmio della Repubblica di San Marino. Essa adottò la forma di società anonima, retta da un consiglio di amministrazione nominato dalla Società Unione e Mutuo Soccorso, che aveva contribuito al progetto con un fondo iniziale di 3000 lire.
Nel 1883 le 120 azioni di proprietà della Mutuo Soccorso, corrispondenti al fondo iniziale di 3000 lire, furono poste in vendita a tutti i cittadini interessati, tuttavia essa continuò a mantenere il diritto alla nomina di parte del consiglio di amministrazione e una quota fissa del 15% sugli utili netti. 
Nonostante l'importante arretratezza del sistema economico sammarinese, la Cassa di Risparmio riuscì a superare le fatiche iniziali ed a raggiungere una florida condizione di salute. Già dopo dieci anni di esercizio i depositi avevano raggiunto la quota di 300.000 lire, con 10.000 lire accantonate a riserva, e l'istituto era in grado di offrire tassi vantaggiosi a tutti i depositi degli istituti di beneficenza, mostrando così di non essere stata creata allo scopo di praticare l'usura sui piccoli risparmiatori o debitori, ma piuttosto con motivazioni di carattere filantropico. Tra 1904 e 1905 la Cassa raggiunse la quota di 50.000 lire al proprio fondo di riserva, e fu quindi deciso di emanare un nuovo statuto. Esso decretava la partecipazione della Mutuo Soccorso al 50% degli utili netti, assegnava il 30% a riserva ed il restante 20% ad altre opere di beneficenza, previdenza o pubblica utilità a discrezione dell'assemblea dei soci. Fu così riaffermato l'obiettivo fondamentale della Cassa di promuovere nella classe operaia lo spirito di economia e di previdenza utile nelle eventuali ristrettezze della vita.

### Magazzino Cereali

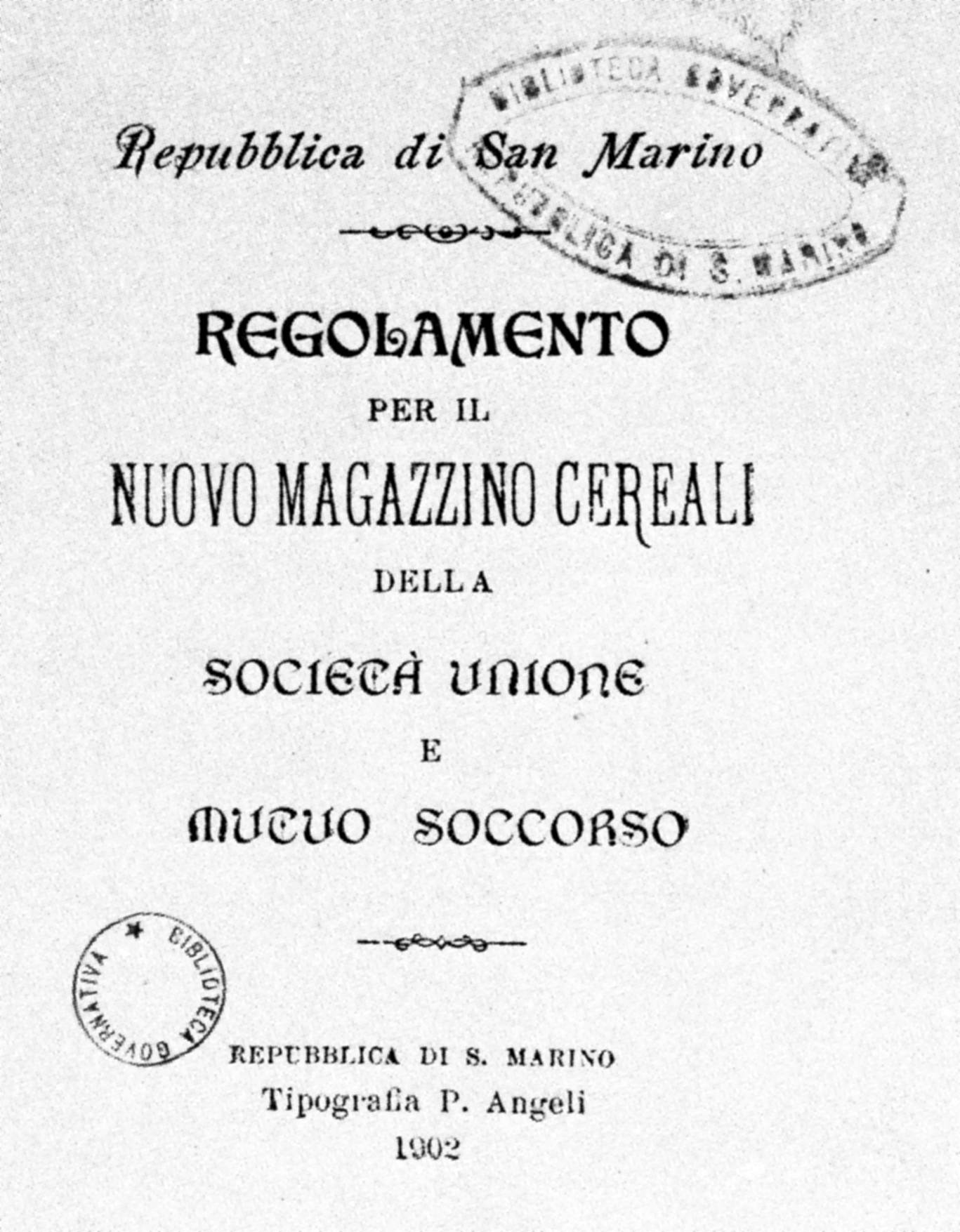
Magazzino cereali

Negli ultimi anni del XIX secolo la SUMS riuscì ad accrescere senza interruzioni il proprio capitale sociale, grazie non tanto alle quote settimanali dei soci effettivi, che erano sufficienti solo a coprire le spese correnti, ma piuttosto per il continuo aumento del numero di soci benemeriti e per il decollo della Cassa di Risparmio. 
Nel 1890 divenne quindi possibile istituire il Magazzino Cereali con lo scopo di fornire non solo ai soci, ma a tutti i cittadini sammarinesi, la quantità di grano necessaria al fabbisogno familiare, con un prezzo controllato e possibilità di pagare a rate con un tasso d'interesse agevolato. Esso aveva un'amministrazione autonoma da quella della Mutuo Soccorso, pur rimanendo sotto al controllo di quest'ultima, che aveva contribuito al capitale sociale con 10.000 lire da rimborsare al raggiungimento delle 20.000 lire di capitale, pur mantenendo un beneficio del 15% sugli utili netti. Questa istituzione ebbe un'importanza fondamentale nella Grande depressione di fine ottocento, riuscendo ad alleviare gli effetti negativi della gravissima crisi in cui versava l'agricoltura italiana.
Nello stesso periodo furono aperte le porte della società anche ai più poveri lavoratori della campagna, equiparando quindi i loro diritti a quelli degli operai della città.

### Forno Normale
Al Magazzino Cereali seguì, circa 20 anni dopo, la fondazione del Forno Normale, che divenne possibile solo dopo l'abrogazione da parte del Consiglio Grande e Generale delle obsolete norme in materia di panificazione che impedivano l'impianto di un moderno forno industriale. L'installazione fu completata 13 agosto 1912, ed il nuovo forno era dotato di macchinari che erano considerati "i migliori del genere che l'industria moderna abbia creato". Il nuovo modello produttivo era più economico, più igienico e consentiva di ottenere quantità di cibo altrimenti impensabili: 350 kg al giorno, 1.300.000 kg all'anno, per un valore complessivo di 45.000 lire.

### Altre attività tra i due secoli
Questo periodo è segnato dalla presidenza ventennale di Pietro Franciosi, un uomo dagli ampi orizzonti che guidò la società nel suo periodo di maggiore attività. Nel 1899 fu istituita la Società Femminile di Mutuo Soccorso, sul modello e con l'appoggio dell'omonima società maschile. Essa ne riprendeva gli obiettivi, a cui tuttavia si aggiungeva quello di superare i vecchi pregiudizi nei confronti delle donne, per giungere ad una parificazione dei diritti e dei doveri tra i due sessi. Il capitale iniziale fu ottenuto da una lotteria a premi, a cui si aggiunse il prezioso aiuto della Cassa di Risparmio, e già nel 1913 essa poteva vantare un bilancio estremamente positivo: 107 socie per un utile annuo di 10.036 lire. Nei primissimi anni di vita fu vietata la partecipazione alle donne del contado, in quanto si temeva che essendo loro più bisognose rispetto a quelle residenti in Città o Borgo, avrebbero potuto incidere troppo negativamente sui primi anni di esercizio.
Nel 1902, dopo lunghi anni di tentativi, la SUMS riuscì finalmente a fondare la Cassa Pensioni, con lo scopo di assegnare un sussidio annuo di 1800 lire a tutti gli iscritti permanentemente inabili al lavoro, per vecchiaia o per disabilità.
Inoltre, sempre nei primi anni del '900, la Mutuo Soccorso contribuì alla creazione delle prime cooperative di lavoratori, all'istituzione dell'ufficio per l'emigrazione con lo scopo di aiutare gli sfortunati cittadini costretti a emigrare, alla costruzione delle case popolari e al rimboschimento del monte che all'epoca era completamente privo di pianta ad alto fusto.

### Il fascismo e il Forno-Molino-Silo

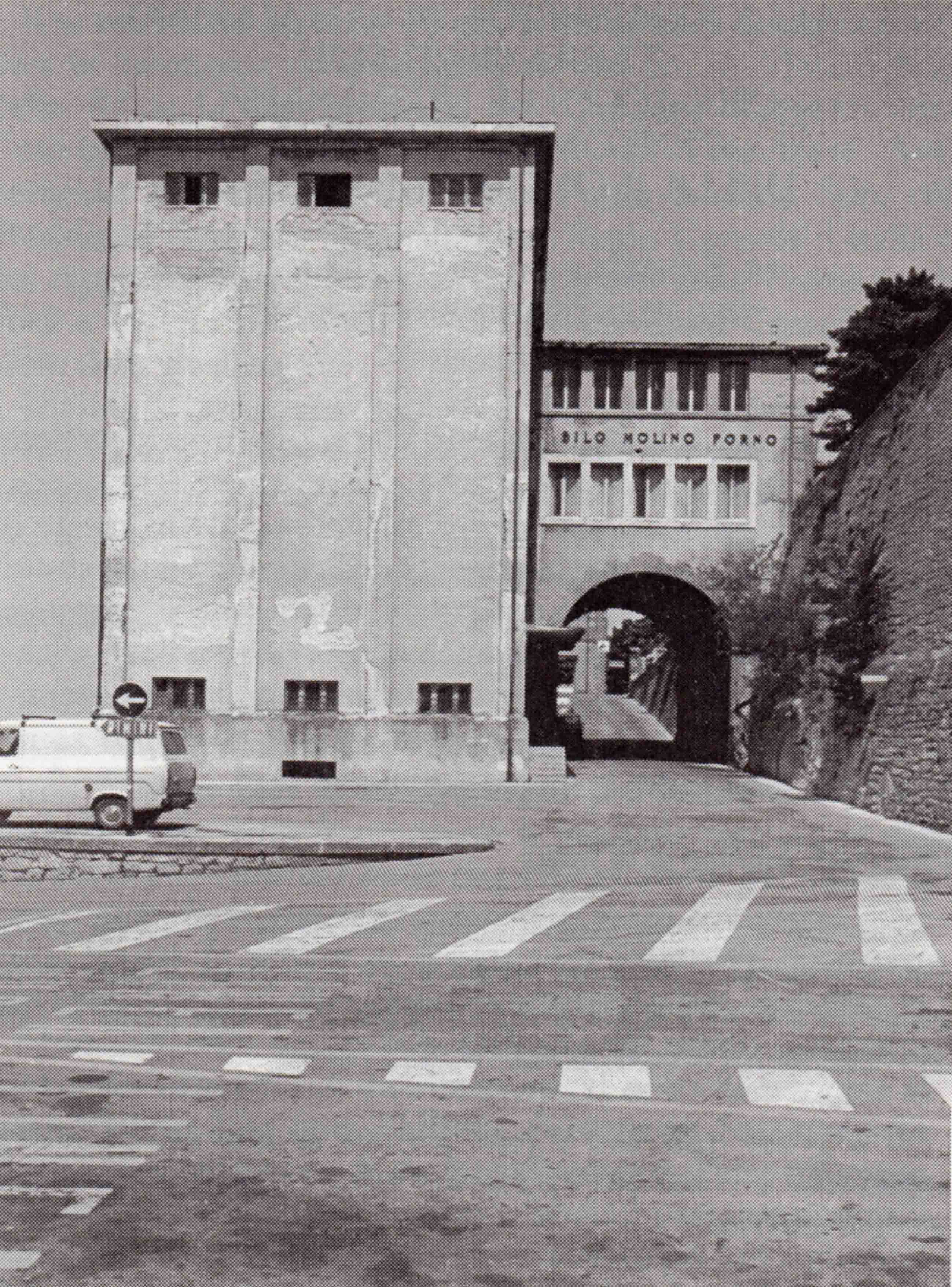
Forno Molino Silo

Sulle orme della vicinissima Italia, anche a San Marino nel 1922 fu fondato il Partito Fascista Sammarinese, che si presentò alle elezioni del 1923 con un programma e un listone simile a quello dell'omonimo movimento italiano. In seguito alla sua vittoria il Consiglio Grande e Generale fu trasformato nuovamente nel Consiglio Principe e Sovrano e, a partire dal 1926, tutti i partiti in opposizione a quello fascista furono dichiarati illeciti. 
Anche la Società Unione e Mutuo Soccorso fu profondamente travolta da queste vicende, infatti, il 18 marzo 1923 furono nominati alla carica di presidente e segretario rispettivamente Giuliano Belluzzi e Manlio Gozi, due esponenti del fascismo sammarinese. La SUMS risultò quindi epurata dai suoi rappresentanti più illustri, snaturata nelle sue radici, da cui un periodo di ridotta attività sociale.
L'unica opera degna di nota è la costruzione del Forno Molino Silo, una struttura imponente e monumentale, in accordo con la politica propagandistica del governo. Inaugurato il 22 settembre 1940, era dotato di impianti modernissimi che erano pienamente in grado di soddisfare il fabbisogno della popolazione. Esso si rivelò di fondamentale importanza al passaggio del fronte su San Marino e Rimini, consentendo di produrre una quantità di pane sufficiente a sfamare i circa 15.000 cittadini sammarinesi e i circa 100.000 sfollati provenienti dai paesi limitrofi. Il 26 giugno 1944 degli aerei britannici appartenenti alla Desert Air Force bombardano San Marino, provocando la morte di 63 persone e la distruzione di numerosi edifici ed infrastrutture, tra cui la linea ferroviaria San Marino - Rimini.

### Dal secondo dopoguerra a oggi

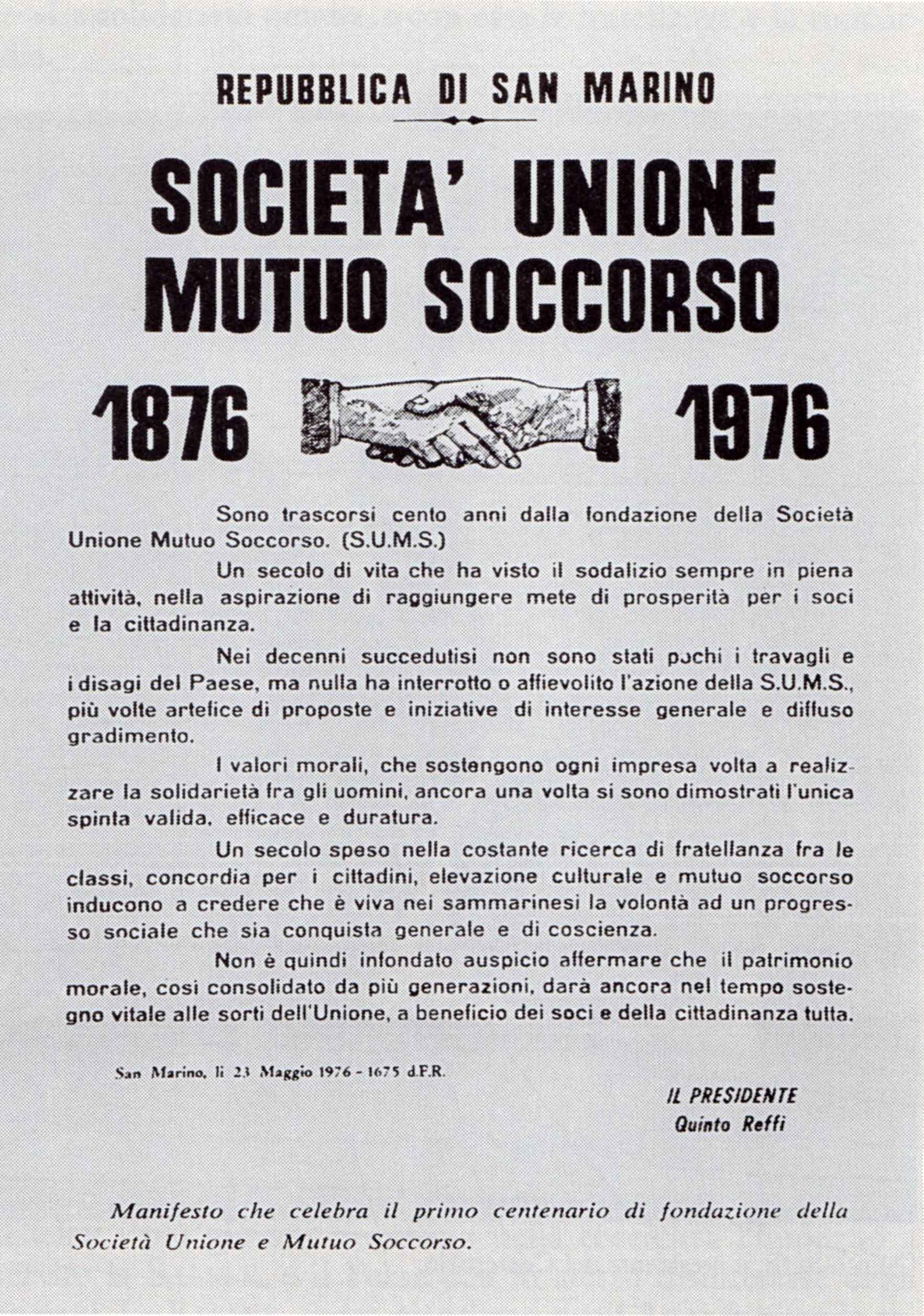
Anniversario della Mutuo Soccorso

In seguito agli eventi della seconda guerra mondiale e alla caduta del fascismo, la Repubblica fu guidata da un governo di coalizione tra il Partito Comunista Sammarinese e il Partito Socialista Sammarinese che approvò la legge n. 10 del 9 marzo 1950, che diede vita all'Istituto di Sicurezza Sociale, segnando un'importantissima evoluzione rispetto al passato. Infatti, è solo da quel momento che lo Stato inizia a farsi carico del benessere dei propri cittadini, attraverso un sistema di assistenza e previdenza sociale che non è più gestito da associazioni private come la Mutuo Soccorso.
L'operato della Società Unione Mutuo Soccorso è cambiato nel tempo, adattandosi alle moderne esigenze del Paese. Ciononostante, essa continua a perseguire lo spirito mutualistico e di solidarietà del suo Statuto con la sua attività sociale attraverso il supporto agli anziani, il Fondo di Solidarietà e l'erogazione di borse di studio per incentivare giovani sammarinesi ad intraprendere percorsi formativi di eccellenza. Inoltre, la SUMS sostiene da tempo iniziative culturali a sostegno dell'arte e della ricerca storica, attraverso la pubblicazione di libri e monografie per colmare lacune di storia Sammarinese nonché ricerche economiche e sociali.

### Fondo di Solidarietà
Il Fondo di Solidarietà è stato istituito nel settembre 2014 con lo scopo di fare fronte alle crescenti richieste di aiuto da parte delle famiglie sammarinesi in difficoltà, cercando di contribuire ad affrontare le situazioni di effettivo e concreto bisogno a livello economico, al fine di migliorare situazioni di indigenza comprovata. Nel corso degli anni ha esaminato 300 domande fornendo aiuto per oltre 180.000 euro. 
Durante l’emergenza sanitaria Covid-19, il servizio diretto di solidarietà è stato interrotto ma nel corso dei mesi di lockdown la S.U.M.S. ha integrato l’azione della Caritas distribuendo 400 buoni spesa per un ammontare complessivo di 10.000 euro. Con la ripresa delle attività sono state esaminate circa 35 domande e sono stati erogati aiuti alle persone e alle famiglie per un totale di 25.000 euro attraverso il pagamento di bollette, buoni spesa, affitti, assicurazioni, bolli e buoni benzina. 

### Premio Meritamente
La Società Unione Mutuo Soccorso attraverso il Premio Meritamente intende incentivare i giovani sammarinesi ad intraprendere esperienze di studio all’estero, compresa l’Italia, e sostenere coloro che effettuano percorsi formativi di eccellenza in prestigiose istituzioni accademiche. Il progetto si prefigge l’obiettivo di sostenere con un contributo economico elargito dalla Società Unione Mutuo Soccorso, gli studenti meritevoli che presentino un progetto formativo di elevato valore formativo finanziario, scientifico ed umanistico. 

### #StiamoUnitiMutuamenteSolidali
A Marzo 2020 all'inizio dell'Emergenza Sanitaria che stava affrontando San Marino, la S.U.M.S ha effettuato una prima donazione di 30.000,00 euro a favore del lancio della compagna #StiamoUnitiMutuamenteSolidali a sostegno alle Autorità Sanitarie e alle Istituzioni Sammarinesi con l'obbiettivo di raccogliere fondi a favore dell’Istituto Sicurezza Sociale per l’approvvigionamento di attrezzature, farmaci, dispositivi medici e di protezione. 
La cifra raccolta dalla campagna che si è conclusa il 16 giugno 2020 ha superato 235.000 euro, prova di grande generosità dei cittadini sammarinesi residenti in territorio e all’estero. L’importo raccolto è stato interamente versato a favore dell’Istituto Sicurezza Sociale che ha affrontando ingenti spese per combattere l’emergenza legata alla diffusione, ormai mondiale, del virus COVID-19.